# شیپ‌من، ایلینوی
شیپ‌من (به انگلیسی: Shipman) یک روستا در ایالات متحده آمریکا است که در ایلینوی واقع شده‌است. شیپ‌من ۳٫۴۴ کیلومتر مربع مساحت و ۶۲۴ نفر جمعیت دارد و ۱۹۲٫۰۳ متر بالاتر از سطح دریا واقع شده‌است.